# Daïra de Meskiana
La daïra d'Ain Babouche est une daïra d'Algérie située dans la wilaya d'Oum El Bouaghi et dont le chef-lieu est la ville éponyme de Meskiana.

## Localisation
La daïra est située à l'est de la wilaya d'Oum El Bouaghi.
| Aïn Béïda |                   |  |
| Dhalaa    | daïra de Meskiana |  |
|           |                   |  |

## Communes
La daïra est composéé de quatre communes : Meskiana, Behir Chergui, El Belala et Rahia.